# 佛陀 (漫畫)
《佛陀》（日語：ブッダ）是手塚治虫創作的日本漫画作品。描述佛教創始人、擁有“釋迦牟尼”、“佛陀”等稱號的釋迦族王子悉達多·喬達摩成為僧侶的一生經歷的故事。在潮出版社的少年漫画雜誌《希望之友》（之後改成《少年世界》→《Comic Tom》）自1972年起連載至1983年止。
本作在美国受到高度評價，並且在2004年及2005年的Eisner獎中得到最優秀国際作品獎。
2010年7月，以《手塚治虫的佛陀》為名，製作全三部的動畫電影。而台灣及香港則譯作《佛陀》。第一部於2011年5月28日上映，第二部於2014年2月8日上映。
2010年12月時，整部作品的發行量超越2000万部。

## 故事大綱
舞台是在大約2500年前的印度。人們因為種姓制度被分成四個階級（婆羅門（祭司貴族）、剎帝利（軍事貴族）、吠舍（平民）、首陀羅（奴隷）、在種姓制度之下甚至還有賤民（漫畫中譯作「巴利亞」，日語為「バリア」) 的存在。而在迦毗羅衛城的王子悉達多·喬達摩以剎帝利的身分過著富裕自在的生活並且就這樣結婚生子而成為國王。但悉達多從小開始就對「為什麼人會死」「同樣是人為什麼大家的身分都不同」等情形而經常抱持著疑問。於是就在兒子出生那天。他毅然地出家為僧而開始步向求道之旅……

## 登場人物

### 教團
佛陀
釋迦牟尼。原姓喬達摩，名悉達多。為拘薩羅王國屬国、迦毗羅衛王國的釋迦族王子並且出生最高位（王族）的身分。從小開始就體弱多病、所以對於同樣身為人類的"身分"相當在意。由於抱持著「人為何有生有死」的疑問，於是在兒子出生那天出家為僧而以（沙門）的身分開始求道之旅並且描述他以一個文弱的求道者之身而逐漸強大的故事。
然後，這個作品雖然標題是『佛陀』，不過本人要到第一部第7章以後才登場。
梵
別名梵天的老人之姿，為成為僧侶的悉達多解說如何悟道的方法，多次在佛陀灰心或徬徨時現身。另外還在悟道的悉達多額頭上點上「聖印」（白毫）、命令他取名為「佛陀」。對於悟道之後的悉達多也依然有所指導。
塔塔
虛構人物。自稱佛陀的第一弟子，但沒有出家。賤民出身。因為沒有就學而個性粗暴，但卻很重視人情義理。教導悉達多外面的世界。小時候因為母親和好友查普拉及其母被殺，而痛恨拘薩羅王國。在悉達多登場前的表現就像是主角一樣。雖然能搭乘動物來移動，但隨著自己的成長讓身體與自然合而為一而喪失這份力量。因為沒有遵守和悉達多的約定與拘薩羅王國對戰而戰死。
迪帕
佛陀的弟子。是拘薩羅王國的剎帝利出身的沙門。作為悉達多的前輩而在初期和他一起行動。為證明沒有被苦行所迷惑而弄瞎自己的左眼。但因為悉達多不再苦行、還和塔塔等賤民互相交流及醫療他們・於是和悉達多意見相左而對立。然後在苦行林中發生苦行者間的鬥爭，身為我方的悉達多卻保持中立而沒有出面干涉・讓他因此一度和他斷絕關係。之後和成為佛陀的悉達多再遇，但依然保持敵對關係，就在捲入拘薩羅王國和摩揭陀王國的戰爭中而在將要死亡之時，被佛陀所救而成為他的弟子。在成為弟子後，收下以前的高傲性格，並且以佛陀的老友和最理解他的人而一直支持他到最後。另外，每當出事時還會說出「想要回報佛陀的恩情」。在佛陀將要去世時，因為認為「我什麼事都做不到」一邊哭泣一邊悔恨著，而努力要救回佛陀的命，還很早傳達提婆達多要叛變的事情，實際上對於教團相當有貢獻。
以前雖然是那拉塔塔的弟子。但在佛陀和那拉塔塔見面時沒有注意到他就是迪帕的師父。
阿難
佛陀的弟子。提婆達多的同母異父的弟弟。原來是有名的強盜和殺人魔。但和佛陀見面後而改邪歸正。出家後、為過去的作為贖罪並且忍耐所受的迫害。這也是將央掘魔羅的經歷放到阿難的身上。不過央掘魔羅自己也以不害之名登場。之後負責照顧佛陀，也是他最信賴的人物。
提婆達多
佛陀的弟子。原來是迦毗羅衛王國国王‧帕達卡之子。也是阿難的同母異父的哥哥。小時候遇到被墮落到畜生道的那拉塔塔。之後流落到摩揭陀王國而侍奉阿闍世王子。出家後以教團的繼承人之姿而自傲著，但佛陀親自宣佈他的繼承人是舍利弗和目連後，反過來痛恨佛陀。於是以阿闍世王為後盾而反叛、企圖奪取教團殺掉佛陀但卻失敗、最後想用毒爪來殺他，但一時不注意讓毒液流到傷口中，最後在極度的痛苦下死亡。死亡時，對佛陀說出「因為無法成為你，所以只好恨你」。
優樓頻螺·迦葉
佛陀的弟子。原來是個擅於操控火的外道，還是個有1000個弟子的仙人，但在向佛陀請教後而皈依他。然後和兩個弟弟那提·迦葉及迦耶·迦葉一起出家。因為三兄弟的弟子也一起加入教團，讓他們一口氣超過一千人而成為大教團。在皈依佛陀前和弟弟都是科学至上主義者。
亞塔拉
佛陀的弟子。原來是首陀羅（奴隷）的身分、小時候雙親被殺。他在喝下從父親那邊拿到的藥時，身體立刻巨大化而變成怪物並且為人們所害怕。之後服侍琉璃王子而成為拘薩羅王國的衛兵，但之後和監禁自己母親的琉璃王對立，於是來到頻婆沙羅王家中工作。之後皈依佛陀而出家。
利達
虛構人物。佛陀的弟子。是個無法說話的奴隸少女。與盗賊時代的阿難相遇而成為戀人。之後透過佛陀的幫助而能說話並且出家。出家後和阿難的感情依究不變、為了保護佛陀而被被波旬操控的眼鏡蛇咬傷並且死去。
舍利弗
佛陀的弟子。被阿難所引導，而從散若夷毘羅梨沸仙人的教團來到佛陀的手下。能看到他人看不到精靈。原本預計要成為佛陀的繼承人，但卻遇到意外而死亡。
目連
佛陀的弟子。和舍利弗等同門250人一起皈依佛陀。擁有預知能力。原本和舍利弗一樣預計要成為佛陀的繼承人，但卻因病而死。

### 摩揭陀王国
頻婆沙羅王
摩揭陀王国国王。佛陀的在室信徒。和佛陀同年出生、是他的得力幫手。討厭作為朋友的佛陀稱他為「陛下」、而要他直接稱自己的本名。另外和佛陀對談時的第一人稱非「余」而是「僕」（經過數年才改成「私」）。在佛陀開悟後而皈依他、成為他的在室弟子。這時、也建立竹林精舍。一直苦於阿説示預言其子將會殺害自己的事情。另外依佛經記載，不是由阿說示來預言而是由一位占卜師所為。
本作中雖然是第一個稱悉達多為佛陀的人、但這時因為悉達多尚未悟道而不自稱佛陀。
阿闍世王
摩揭陀王国王子（之後的国王）。因為一件事情（此為手塚的創作與實際記載有很大的差異）、和提婆達多連手要達成阿說示的預言、而在奪取王位後逼死自己的父親。但因為為罪惡感所苦而陷於生不如死的狀態。於是在被佛陀所救後而皈依他。
韋提希
頻婆沙羅王之妃和阿闍世王之母。苦於其夫和兒子的彼此對立。
巴拉喀
摩揭陀王国宰相。
耆婆
摩揭陀王国的重臣和有名的醫師。

### 拘薩羅王国
波斯匿王
拘薩羅王國国王。由於是沒有繼承人的前國王的遠房親戚、而得到現在的地位。因為以前是個摔角手而個性兇暴（但這是本作的設定）。雖然向作為屬國的釋迦族要求提供王妃、但卻被自尊心強的釋迦族提供一位首陀羅（奴隷）之女作為王妃而痛恨他們並且要消滅釋迦族（這也是本作設定但和佛經上的記載有異）、結果在要行動前被兒子‧毘瑠璃王篡位。佛經上則記載，是皈依佛陀並且成為在室弟子。
毘瑠璃王
拘薩羅王国王子（之後的国王）。額頭上有崁入一顆瑠璃球、因此也被叫作「琉璃王子」。雖然是剎帝利、但在知道自己的母親是首陀羅（奴隷）後感覺受到屈辱。之後、在雙親面前將貶低自己的人殺掉並且將母親監禁起來。本作中、雖然向拯教苦於自己出身的佛陀皈依、但因為不可抗力滅掉釋迦族的人也是他。然後在佛經上並未皈依佛陀、而是被佛陀預言「七天後你和你的士兵會滅亡」、接著七日後在遊河時遇到暴風雨讓河水上升而溺死並且城也被燒掉。
祗陀
毘瑠璃王之子。將土地讓給富翁‧須達多、在那裡也建造作為佛陀的寺廟祗園精舍。然後他在佛經上的記載，其實是波斯匿王之子、毘瑠璃王之兄。
瑪莉卡公主
查普拉
虛擬人物。在小時候的佛陀登場前都是藉由他的敘述來推進整個故事。雖然是首陀羅、但和塔塔結為義兄弟。擅於劍術、而成為拘薩羅王国的勇士。不過之後身份卻曝光，於是勇士的身分被剝奪並且被下令驅逐國外、但由於想和被判死刑的母親一起赴死、於是在與母親被槍刺穿在一起的情況下被丟到懸崖下而死。
普達伊將軍
虛擬人物。拘薩羅王国將軍。在攻擊瓦尼時被查普拉所救而收養他。在查普拉死後就消息不明。

### 迦毗羅衛王國
淨飯王
迦毗羅衛王國国王。佛陀之父。畏懼拘薩羅王國的威脅。本作中的設定和佛經記載有異、在悉達多出家後、一度讓位給遠親帕達卡、但在他戰死後而復位。
摩耶夫人
淨飯王之妃、佛陀之母。為了生產而在要回故鄉的途中生下佛陀。並且因此要返回迦毗羅衛的中途病倒、於是在抵達迦毗羅衛並且將悉達多托負給淨飯王後而死去。
摩訶波闍波提
佛陀的後母兼摩耶夫人之妹、在姐姐去世後成為淨飯王之妻。代替死去的姐姐而撫育悉達多、讓佛陀因此稱她為「母親大人」、而宛如他真正的母親一般。在本作中一直維持貴族的身分、但在佛經上則是出家成為佛陀的弟子，她也是佛教史上第一位出家的女性之一。
耶輸陀羅
和佛陀的兩位母親一樣出身拘利族。出嫁到釋迦族並且與悉達多結婚而生下羅睺羅。在本作中一直維持貴族的身分、但在佛經上則是和摩訶波闍波提一起出家成為佛陀的弟子，她也是佛教史上第一位出家的女性之一。
羅睺羅
悉達多（佛陀出家前之名）和耶輸陀羅妃所生的兒子。本作中在悉達多出家之日誕生（佛經上則是出家後才誕生）。和父親相遇後而皈依他。本作是中雖然想要出家被拒而擔任在室弟子、但在佛經上則是有出家。另外在佛經上，因為是佛陀之子而受到特別的待遇、所以有他性格高傲的記錄（之後有改變）。

### 其他人
阿私陀仙人
当時印度最高的婆羅門（僧侶﹞。預言悉達多出家會成為佛陀（覺悟的人）或是在家會成為世界之王。
那拉塔塔
虛構人物。為婆羅門‧阿私陀的弟子。為了找尋他尊敬的人而旅行、在拜訪拘薩羅王國時和查普拉決鬥並且救了身受重傷的查普拉一命、但也因為奪去了無罪的動物的命、而被阿私陀墮入了畜生道。以後的40年才和佛陀相遇。
蜜凱拉
虛構人物。為首陀羅也是前盗賊頭目。過去因為喜歡悉達多而成為他的戀人、但卻因此被捕還被燙傷眼睛而變成盲人。之後成為塔塔之妻而有三個孩子。
阿説示
悉達多修行時代的同伴。因為得到熱病而在生死關頭時獲得了預言能力並且預言了頻婆沙羅王的最後。最終自己被野狼咬死。死後、成為精靈來保護阿難、還與舍利弗和目連相見而將佛陀介紹給他們。然後本作中的阿說示的設定和佛經上記載有異（後述）。
善生
給予苦行中的悉達多牛奶吃、並且開悟他苦行是無意義的少女。雖然喜歡悉達多、但身為僧侶的他無法回覆絲塔加的思念。於是在敵不過思念之苦下，讓過度悲傷的她跑出去並且被園裡的毒蛇咬傷，後來為悉達多救回並且讓悉達多難過地說出被她所救的事是任何東西都無法取代的功德來回應對絲加塔的思念。
不害
是個別名叫作央掘魔羅（意指戴戒指之人）的殺人魔。已經殺掉99人並將他們的小指取下、由於願望是「所殺的第一百人要是世界第一的傢伙」而以佛陀為目標、但反因此掉入陷阱而死。死前則皈依佛陀。
不過在佛經上則是改邪歸正成為佛陀弟子、並且也沒有皈依後死去的記載。如前述，皈依後他的苦惱和迫害的經歷在本作中都轉變到阿難身上。然後、他的本名在佛經上也寫成不害、在本作中還為此加入創作的元素、讓佛陀來為他取上「不害」之名而讓過去到處害人的他可以和本作產生連結。
尤迪莉卡
虛構人物。是想要將佛陀殺死的阿闍世王、在將父親拘禁起來時、侍奉他父親的奴隸少女。出身西方之国（被認為是從現在的阿富汗到伊朗間的國家）金髪碧眼。因為戰爭被俘虜而成為奴隸。由於她的美麗讓阿闍世王願意捨棄身分與她私奔、但卻被發現而讓尤迪莉卡被處刑。於是讓阿闍世王更加痛恨自己的父親（不過這是手塚的創作）。
波旬
惡魔。也稱作魔王・波旬。平常以以妖豔的蛇女之姿出現。過去因為輸給神而一直找尋機會要報仇、在阿難接受惡魔的洗禮而變成不死之身後踏上殺戮之路、以各種形態伺機在人間中誘惑神的使者‧佛陀。
毘舍佉
悉達多和迪帕、阿說示所訪問的街道上的富翁女兒。迫使悉達多和她結婚而被拒。後來在藥物中毒時為佛陀所救。

### 明星系統
和其他手塚的作品一樣、在本作依然有些人物和其他作品的人物的臉孔一樣來客串登場。
阿說示
『三眼神童』的寫樂保介（額頭上有貼繃帶的狀態）
優樓頻螺・迦葉
『火鳥』的猿田博士
那提・迦葉
手塚作品中常客串的角色‧科學怪人
頻婆沙羅王
手塚作品中常客串的角色‧洛克‧荷姆
首陀羅的證明烙印／栴檀樹菌茸（讓佛陀致死的香菇）
手塚作品中有名的豬型玩偶‧ヒョウタンツギ
提婆達多
『火鳥』乱世篇的源義經
塔塔
『火鳥』乱世篇的弁太
黑傑克
『怪醫黑傑克』的主角，以搞笑的方式出現。

## 動畫電影
由東映動畫製作、預定製作成三部曲的劇場動畫。

### 第一部
第1作《佛陀-美麗的紅色沙漠-》（てづかおさむのブッダ あかいさばくよ!うつくしく）『聖鬥士星矢』系列的森下孝三擔任導演，並在2011年5月28日上映。內容為原作第1部全12章、第2部全9章並成為法國安錫國際動畫影展的長篇動畫參展作品。
宣傳詞為「二千五百年前、印度。有個從地上所有生物中得到祝福的男人誕生了。」
台灣由山水國際娛樂代理本作，並且在2011年8月19日上映，片名譯為《佛陀：首部曲》。香港則於2011年10月6日，只有在MCL德福戲院上映

#### 登場人物
- 旁白：吉永小百合（日本）；馮友薇（台灣）
- 查普拉的母親：吉永小百合（日本）；詹雅菁（台灣）
- 查普拉：堺雅人（日本）；李景唐（台灣）
- 淨飯王：觀世清和（日本）；曹冀魯（台灣）
- 悉達多：吉岡秀隆（日本）；吳文民（台灣）
- 幼年時期的悉達多：折笠愛（日本）；詹雅菁（台灣）
- 幼年時期的查普拉：竹內順子（日本）；馮友薇（台灣）
- 布達將軍：玄田哲章（日本）；吳文民（台灣）
- 班達卡：藤原啟治（日本）；宋克軍（台灣）
- 塔塔：大谷育江（日本）；曾允凡（台灣）
- 拿拉達塔：櫻井孝宏（日本）；李景唐（台灣）
- 蜜凱拉：水樹奈奈（日本）；詹雅菁（台灣）
- 瑪莉卡公主：黑谷友香（日本）；曾允凡（台灣）
- 喬迪卡：觀世三郎太（日本）；宋克軍（台灣）
- 摩耶皇后：日野由利加（日本）；馮友薇（台灣）
- 塔塔的姊姊：朴璐美（日本）；詹雅菁（台灣）
- 波闍波提皇后：大原沙耶香（日本）；馮友薇（台灣）
- 耶輸陀羅公主：能登麻美子（日本）；曾允凡（台灣）
- 明日大師：永井一郎（日本）；曹冀魯（台灣）
- 傳令兵：大和田悠太（日本）；胡鎮璽（台灣）

- 刑吏1 - 駿河太郎
- 刑吏2 - 笠兼三
- 島田敏
- 小宮和枝
- 塚田正昭
- 二又一成
- 茶風林
- 菅生隆之
- 中博史
- こおろぎさとみ
- 宮寺智子
- 長嶝高士
- 木村雅史
- 新垣樽助
- 小野大輔
- 前野智昭
- 永野愛
- 沖佳苗
- 川田紳司
- 寺田はるひ
- 大畑伸太郎
- 園崎未恵
- 安元洋貴
- 菊池こころ
- 四宮豪
- 藤田美歌子
- 奈良徹
- 埴岡由紀子
- 滝知史
- ふくまつ進紗
- 金光宣明
- 酒井敬幸
- 小嶋一成
- 鶴岡聡
- 福田賢二
- 徳本恭敏
- 一色まゆ
- 斎藤楓子
- 川野剛稔
- 足立友
- 宮崎寛務
- 宮坂俊蔵
- 赤羽根健治
- 斉藤佑圭
- 遠藤宏之
- 岩崎了
- 小柳基
- 堀井茶渡
- 堂坂晃三
- 三浦博和
- 坂巻学
- 道添愛美
- 牛田裕子
- 平尾明香
- 大原崇
- 植竹香菜
- 遠藤大智
- 吉開清人
- 西墻由香
- 下田レイ
- 中村知子
- 名村幸太朗
- 小日向みわ
- 栗田かおり
- 小出悦子
- 沢田泉
- 林寸
- 拓磨
- 田邊圭祐
- 吉田翔二朗
- 川居尚美
- 久保有佳里

#### 工作人員
- 原作 - 手塚治虫
- 導演 - 森下孝三
- 劇本 - 吉田玲子
- 演出 - 古賀豪
- 音樂 - 大島滿
- 尺八演奏 - 藤原道山
- 歷史顧問 - ひろさちや
- 角色設定・總作画監督 - 真庭秀明
- 美術監督 - 行信三
- 印象藝物 - 岡野玲子
- 製作 - 「手塚治虫的佛陀」製作委員会
- 制作 - 東映動畫
- 制作協助 - 手塚製作公司
- 共同配給 - 東映 / 華納兄弟
- 助成 - 文化藝術振興費補助金

#### 主題曲
- X JAPAN『Scarlet Love Song』

### 第二部
劇場版第2部『BUDDHA2 手塚治虫的佛陀 -無盡的旅程-』2014年2月8日上映。導演改由小村敏明擔任。
宣傳詞為「前往冒險。」

#### 登場人物
- 摩耶天 - 吉永小百合
- 悉達多 - 吉岡秀隆
- 塔塔 - 松山研一
- 淨飯王 - 觀世清和
- 蜜凱拉 - 水樹奈奈
- 瑠璃王子 - 真木陽子
- 梵天 - 中西哲夫（笑い飯）
- 阿説示 - 澤城美雪
- 迪帕 - 藤原啟治
- 瑠璃王子之母 - 島本須美
- 亞塔拉 - 大友龍三郎
- 耶輸陀羅 - 嘉數由美
- 普普大臣 - 楠見尚己
- 摩訶波闍波提 - 東條加那子
- 頻婆沙羅王 - 大和田伸也
- 波斯匿王 - 田口浩正

#### 工作人員
- 原作 - 手塚治虫
- 劇本 - 吉田玲子
- 導演 - 小村敏明
- 音樂 - 大島滿
- 製作 - 東映動畫
- 製作協助 - 手塚製作公司
- 配給 - 東映
- 製作 - 「手塚治虫的佛陀2」製作委員会（木下グループ、東映、東映動畫、東映ビデオ、T. Y. Limited）

#### 主題歌
- 濱崎步「Pray」
- 友癒「名もなき花のように」（印象曲）

## 外部連結
- 手塚治虫官網内作品頁 （页面存档备份，存于）（日語）
- 電影「佛陀 -美麗的紅色沙漠-」官網（日語）
- BUDDHA２ 「佛陀２ 無盡的旅程 官網」（日語）
- 手塚治虫雜誌倶樂部 - 手塚製作官網 （页面存档备份，存于）（日語）
- 山水電影介紹網頁